# 日下點
日下點是行星上的一個點， 是太陽被觀察到正在正上方時的點。 
太陽系所有的行星都像地球一樣有自轉運動，因此日下點會不停的向西移動，每天繞行行星一周，並在一個回歸年中在熱帶中向南北徘徊，因此熱帶中的每一處都有可能成為日下點。冬至（對地球的北半球而言）時日下點對應於摩羯座，夏至時日下點對應於巨蟹座。
在太陽系的任何一個天體的日下點是太陽的光直接垂直照射在該天體表面上的點；或是在太空中的一個物體，最靠近太陽的一個點。

## 外部連結
- Day and Night World Map (shows location of subsolar point for any user-specified time)